# Sandra Hirsch Birn
Sandra Hirsch Birn (Santiago, Chile; 12 de mayo de 1956) es una médica cirujana especializada en gastroenterología, docente e investigadora en el Instituto de Nutrición y Tecnología en Alimentación de la Universidad de Chile. 

## Distinciones
- Mujer Generación Siglo XXI (2009).[4]